# HD 36779
HD 36779，又名BD-01 949，SAO 132269、HR 1873，是一颗恒星，视星等为6.22，位于銀經204.79，銀緯-17.64，其B1900.0坐标为赤經5h 28m 58.9s，赤緯-1° -17.64′ 17″。